# Hale Appleman
Hale Appleman, född 17 januari 1986 i New York, är en amerikansk skådespelare. Han har gått på den berömda skolan Laguardia High School of the Performing Arts, och spelar magikern Eliot Waugh i Syfy:s TV-serie The Magicians.

## Biografi
Appleman började spela teater som 10-åring, och deltog i många amatörteaterproduktioner. Han tog examen från Laguardia High School of the Performing Arts och gick ett kort tag på Carnegie Mellon School of Drama. Hans första filmroll var i filmen Beautiful Ohio 2006.  Appleman fick sitt stora genombrott 2015, när han fick rollen som Eliot i TV-serien The Magicians.

## Filmografi

### Film
| År   | Titel                         | Roll                           | Noteringar |
| ---- | ----------------------------- | ------------------------------ | ---------- |
| 2006 | Beautiful Ohio                | Elliot                         |            |
| 2007 | Teeth                         | Tobey                          |            |
| 2008 | Pedro                         | Judd                           |            |
| 2011 | Private Romeo: Deleted Scenes | Josh Neff                      | Kortfilm   |
| 2011 | Private Romeo                 | Josh Neff / Mercutio / Capulet |            |
| 2012 | Oysters Rockefeller           | Gibbon Pearl                   | Kortfilm   |
| 2012 | Jagoo                         | Sam                            | Kortfilm   |
| 2017 | White Orchid                  | Man at bar                     |            |

### TV
| År          | Titel         | Roll        | Noteringar |
| ----------- | ------------- | ----------- | ---------- |
| 2010        | Smash         | Zach        | 2 avsnitt  |
| 2015        | The Walker    |             | 1 avsnitt  |
| 2015 - 2020 | The Magicians | Eliot Waugh | 31 avsnitt |

### Teater[4][5]
| År          | Titel        | Roll                      | Teater             | Noteringar                 |
| ----------- | ------------ | ------------------------- | ------------------ | -------------------------- |
| 2008 - 2009 | Streamers    | Richie                    | Laura Pels Theatre | Roundabout Theatre Company |
| 2010        | Passion Play | John the Fisherman/Eric/J | Irondale Center    |                            |